# Georg Hellat
Georg Hellat (ur. 3 marca 1870 w Puka, Estonia; zm. 28 sierpnia 1943 w Tallinnie) – estoński architekt, po uzyskaniu przez Estonię niepodległości w 1918 roku jeden z pierwszych działających w tym kraju architektów pochodzenia estońskiego. W latach 1913–1915 działał w Tallinnie.
Georg Hellat był autorem licznych projektów architektonicznych, do jego dzieł zalicza się m.in. budynek Estońskiego Stowarzyszenia Studentów (Eesti Üliõpilaste Seltsi maja) w Dorpacie wzniesiony w 1902 roku i łączący elementy art déco z ornamentyką narodowo-romantyczną oraz budynek towarzystwa Säde w mieście Valga powstały w latach 1911-1913. Wraz z A. Jungiem Hellat był również współarchitektem pierwszego gmachu Endla Teater w Parnawie ukończonego w 1911 roku. Budynek ten, zanim uległ pożarowi podczas II wojny światowej i został ostatecznie zburzony w 1961 roku, stanowił jeden z najważniejszych przykładów architektury Jugendstil w Estonii. Z jego balkonu odczytano 23 lutego 1918 estońską proklamację niepodległości.